# Monster in My Pocket
Monster in My Pocket ist ein Franchise, das von der Morrison Entertainment Group entwickelt wurde, geführt von Joe Morrison und John Weems (zwei früheren Senior-Geschäftsführern von Mattel).
Im Mittelpunkt stehen dabei Monster und Fabelwesen aus Religion und Mythologie, Fantasy und Science-Fiction-Literatur, Kryptiden und anderen paranormalen Phänomenen. Monster in My Pocket produzierte Sammelkartenspiele, Comics, Bücher, Spielzeug, ein Brettspiel, ein Videospiel sowie ein Zeichentrick-Special, zusammen mit Musik, Kleidung, Drachen, Aufklebern und verschiedenen anderen Dingen.
Die Linie erwies sich aus verschiedenen Gründen als kontrovers und viele Veränderungen wurden durchgesetzt, die es von seinem ursprünglichen mythenorientierten Gedanken wegbrachten, d. h. nach der vierten Serie wurden die eigentlichen Monster ersetzt durch „Ungeziefer“ (Super Creepies), Dinosaurier und Aliens, welche demnach die Serien 5, 6 und 7 darstellten. In der neuesten Auflage 2006 gab es dann wieder „richtige“ Monster, allerdings wurde die Nummerierung (jedes Monster hatte eine eigene Nummer) nicht fortgesetzt, sondern Figuren aus der ersten Serie aufgegriffen und neu gestaltet.
Es ist nicht zu verwechseln mit den Pocket Monsters, dem japanischen Namen für Pokémon (welches der geplante Name für dieses Franchise war).

## Spielzeug
Monster in My Pocket wurde von Matchbox 1990 herausgegeben. Es waren kleine, weiche Plastikfiguren in verschiedenen Farben, die Monster und andere, thematisch ähnliche Wesen, darstellten.
In der ersten Auflage wurden elf Serien veröffentlicht, die dritte ist die seltenste. Es gab über 200 Monster in der Sammlung, den meisten wurde ein Punktwert zugeordnet. Unter den Monstern mit den höchsten Punktwerten gab es z. B. die etruskische Gottheit Charun mit 100 Punkten, unter den mit den geringsten beispielsweise Invisible Man mit nur 5 Punkten. Anfänglich, d. h. in der ersten Serie, belief sich der höchste Punktwert auf 25. Dieser stieg allerdings von Serie zu Serie, so war für die zweite (Monster #49–72) und in der dritten (#73–96) 30 Punkte der höchste Wert, bis schließlich die vierte Serie (#97–120) die 100-Punkte-Monster einführte.

## Monster in My Pocket in anderen Medien
Die frühesten Monster in My Pocket-Artikel waren Sammelkarten, illustriert von Jan Sheets und Jenice Heo, welche 1990 erschienen, mit keinem anderen Credit als für die Morrison Entertainment Group. Die Bilder von Sheets und Heo wurden auch für andere Materialien verwendet, so zum Beispiel für das Stickeralbum von Panini, oder für ein Bilderbuch, das auf Deutsch bei Xenos erschien.
Es gab einen Comic, geschrieben von Dwayne McDuffie und in erster Linie gezeichnet von Gil Kane und Ernie Colon, der in den USA 1991 bei Harvey Comics erschien. Davon gab es vier Ausgaben, die alle zwei Monate erschienen; trotz des offenen Endes und den Versprechungen, dass der Umsatz eine monatliche Ausgabe rechtfertige, wurde die Reihe eingestellt.
Ein Videospiel wurde für das Nintendo Entertainment System (NES) von Konami herausgebracht. Es hatte weitgehend das gleiche Konzept des Comics, auch wenn beispielsweise Hobgoblin und Gremlin, die anfänglich im Comic die guten Monster unterstützt hatten, nun als Schurken auftraten; Gremlin war dabei sogar ein Boss. Dem Videospiel lag das Monster Blemmyae als Exklusivfigur bei, welches zur dritten Serie gehört. Dies war die einzige Figur der dritten Serie, die in Europa erhältlich war.

## Liste der Monster
| - Series 1 - Great Beast - Hydra - Werewolf - Behemoth - Griffen - Tyrannosaurus Rex - Cockatrice - Cyclops - Tengu - Triton - Kraken - Jotun Troll - The Monster - Manticore - Karnack - Coatlicue - Bigfoot - Baba Yaga - Kali - Catoblepas - Harpy - Haniver - Hobgoblin - Windigo - Red Cap - Medusa - Goblin - Cerebus - Zombie - Chimera - Ghost - Ogre - Vampire - Roc - Gremlin - Vampiress - Ghoul - Phantom - Mad Scientist - Winged Panther - Mummy - Charon - The Beast - Witch - Spring-Heeled Jack - Invisible Man - Skeleton - Hunchback | - Series 2 - Dragon - Jabborwock - Warlock - Ymir - Swamp Beast - Golem - Scorpion Man - Loch Ness Monster - Tarasque - Bishop Fish - Herne the Hunter - Ancient Gorgon - Ectoplasmic Phantom - Ganesha - Elbow Witch - Minotaur - Merrow - Nuckelavee - Spectre - Bloody Bones - Sebec - Dryad - Undine - Gargoyle | - Series 3: Exclusives - Leviathan - Abominable Snowman - Anubis - Amphisbaena - Centaur - Orobas - Siren - Jimmy Squarefoot - Blemmyea - Achelōus - Ankou - Banshee - Catarenha - Djinn Shapeshifter - Genie - Grendel - Hairy Boggart - The Headless Man - Hieracosphinx - Hodag - Jabalius - Sciapod - Tálus - Troll - Bash Tchelik | - Series 4: Super Scary - Charun - Thunderdell - Hanuman - Yama - Ghilan - Astaroth - Dybbuk - Lamia - Grave Watcher - Creature from the Closet - Slaughterford - Jenny Greenteeth - Houngan - Mad Gasser of Mattoon - Drude - Boogey Man - Alu - Fachen - Jersey Devil - Wurdulac - Poltergeist - Umi Bozu - Wildman of China - Imp |